# Hotel Ritz (Lisboa)

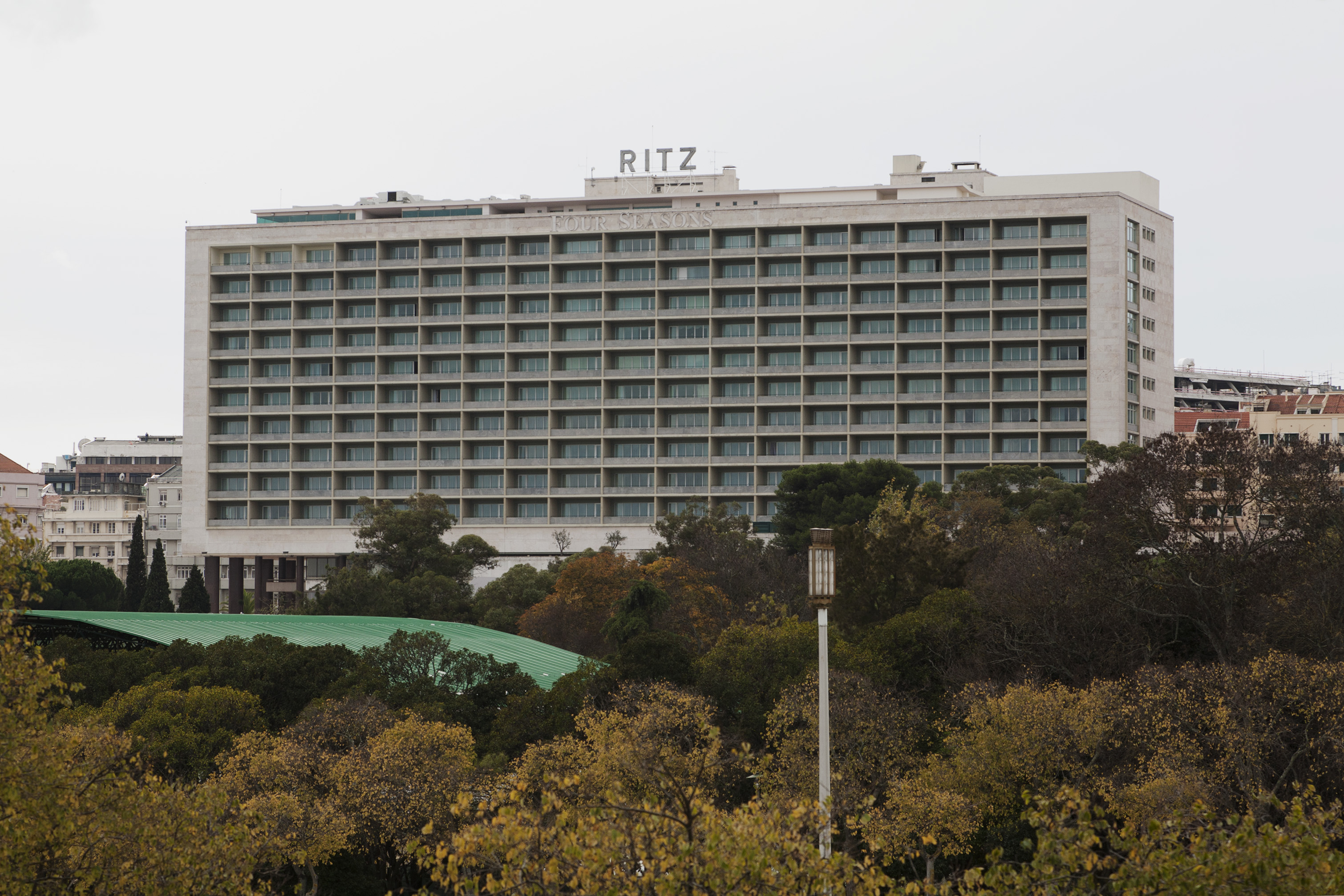
Hotel Ritz / Four Seasons

O Hotel Ritz (Four Seasons) é um hotel localizado em Lisboa. Ocupa todo um quarteirão em São Sebastião da Pedreira, atual freguesia das Avenidas Novas.

## Historial
O seu projecto é do atelier do arquitecto Porfírio Pardal Monteiro e teve início em 1952. Trata-se de "uma solução totalmente nova no contexto da sua longa obra e do seu tradicional discurso estético".
Foi concebido com a colaboração do arquitecto Jorge Ferreira Chaves, que assegurou a continuidade do projecto, dando assistência à obra e chefiando o projecto de execução  no atelier de obra até à data da sua inauguração em 1959.
Além de Jorge Ferreira Chaves, também foram creditados na memória descritiva do projecto, publicada dois anos após o falecimento de Porfírio Pardal Monteiro, os estudantes de arquitectura Frederico Sant’Ana, Eduardo Goulartt Medeiros (que trabalharam no projecto de execução do hotel) e António Pardal Monteiro e o arquitecto estagiário Anselmo Fernandez Rodriguez 
Os artistas plásticos Jorge Vieira, Martins Correia, Querubim Lapa, Hein Semke, Margarida Schimmelpfennig, João Farinha, Arnaldo Louro de Almeida, Estrela Faria, Almada Negreiros, Sarah Afonso, Lino António, Pedro Leitão, Carlos Calvet, António Duarte, Lagoa Henriques, Joaquim Correia, Barata Feyo, Carlos Botelho, António Soares, Luís Filipe, Jorge Barradas, Fred Kradolfer, Rolando Sá Nogueira, Bartolomeu Cid dos Santos e Hansi Stael criaram obras integradas na arquitectura do hotel.
Para representação do projecto, em substituição do arquitecto Porfírio Pardal Monteiro, vítima de doença grave e que faleceu em 1957 durante o processo de construção do hotel, foi nomeado o arquitecto Leonardo Rey Colaço de Castro Freire, do SNI (Secretariado Nacional de Informação), que com a sua equipa, da qual fazia parte o arquitecto Carlos Lameiro, fiscalizou os acabamentos do hotel. Também coordenou e escolheu os vários decoradores que participaram.
Por sugestão do governo, que desejava ter na capital uma unidade hoteleira de luxo com todos os requisitos da hotelaria moderna, foi constituída, especialmente para este efeito, a SODIM (Sociedade de Investimentos Imobiliários). Desta sociedade particular, que levou a cabo a construção do hotel, faziam parte, entre outros empresários portugueses, Manuel Queiroz Pereira e o banqueiro Ricardo Espírito Santo.
O nome “Ritz” foi negociado com a cadeia Charles Ritz, sendo criada a Sociedade Hotéis Ritz – Portugal, e a exploração foi entregue à Companhia Les Grands Hôtels Européens. Está, desde 1997, associado ao grupo Four Seasons.
O hotel, com uma área de 13.000 metros quadrados, têm 290 quartos (incluindo 20 suites) distribuídos por 10 dos seus 15 pisos.

## Contexto histórico
Desde 1912 que se vinha a desenvolver a ideia de que seria da mais premente necessidade para a capital a construção de um grande hotel de luxo, dada a confrangedora situação, quer em quantidade, quer em qualidade, da sua oferta hoteleira. 
Nos anos 1930, um conceituado hoteleiro, adquiriria a propriedade do Conde de Sabrosa, na Rotunda — designacao dada 'a epoca a zona do Marques de Pombal —, para no local construir um grande hotel. Contudo, acabaria por desistir do projeto, e vender o terreno 'as Companhias Reunidas de Gaz e Eletricidade.
Na altura em que se pensa na grande exposição de 1940, a ideia volta a ganhar corpo. A exposição, apadrinhada por Salazar, traria a Portugal diversas personalidades que deveriam ficar dignamente hospedadas.
Várias hipóteses foram equacionadas mas, por diversas razões, sempre abandonadas, ate que, no ano de 1950, Salazar admite como necessário construir “um grande hotel de primeira ordem em Lisboa” e resolve conduzir pessoalmente o projeto, por considerar “essencial ver se os capitalistas” (bancos, companhias de seguros, etc.) se interessam pela construção de um edifício para o Hotel”. 
Em 1952 Pardal Monteiro será contactado por Manuel Queiroz Pereira, na qualidade de responsavel pela SODIM - Sociedade Financeira, que seria encarregue de contruir e explorar o futuro Hotel Ritz, para ajudar a selecionar o local para a implantação do futuro edificio.
Ainda nesse ano, e mesmo antes da aquisição do terreno, Porfírio Pardal Monteiro inicia o projeto, realizando um estudo prévio (ou esboceto, como refere na memória descritiva), no qual o hotel apresenta dois corpos, um paralelo a Rua Marques de Subserra (perpendicular a Rua Castilho) a norte do quarteirão escolhido e o outro curvo e perpendicular ao primeiro, desenvolvendo-se com vistas desafogadas da nascente ate quase a sul. Toda a concessão do hotel tem como premissa fundamental as vistas que os hóspedes poderiam desfrutar sobre o Parque Eduardo VII e a cidade.
Ate ao fim do ano de 1952 é feito um segundo estudo com dois corpos perpendiculares, um aproximadamente na posição onde o hotel foi construído e outro corpo paralelo a rua Marques de Subserra, perpendicular ao primeiro. A fachada desta versão de 1952 apresenta janelas sem varanda, uma fachada muito simples, nua e regular, apenas ritmada pelas janelas. Esta solução, embora menos arrojada do que a que foi construída, apresenta alguma influência de Le Corbusier em opções como o último piso recuado que remete a recém inaugurada unidade de habitação de Marselha do arquiteto franco-suíço, ou a forma da planta orgânica, lembrando a cobertura da Villa Savoye. A mesma forma orgânica que se encontra ao nível de embasamento, nas salas e restaurantes.
Uma terceira versão versao constara do anteprojeto de 1954. Sendo ainda constituída por dois corpos perpendiculares, como na versão anterior, perde, no entanto, os elementos orgânicos ganhando na fachada alguma riqueza de movimentos. Este último anteprojeto, numa faze bastante desenvolvida, e' enviado por Manuel Queiroz Pereira para os escritórios da cadeia Ritz em Paris. (Pardal Monteiro, 2013, pág.ª 125) 
No testemunho de António Pardal Monteiro, sobrinho de Porfírio, o arquiteto conselheiro da cadeia, teria “ficado desagradado com a solução”,  aconselhando a equipa portuguesa a desenvolver uma solução mais “moderna”, e, no seu entender, mais arrojada. Isto apesar de as três primeiras versões apresentadas deverem ser apresentadas como modernas.
No período entre o final de 1954 e o inicio de 1955, António Pardal Monteiro estaria mais ligado ao desenvolvimento dos edifícios da Cidade Universitária, Biblioteca Nacional e do Hotel Tivoli tambem; será, por isso, com Jorge Ferreira Chaves que Porfírio ira desenvolver em tempo recorde, uma nova solução para toda a unidade hoteleira, a qual seria, a final, muito semelhante a que veio a ser construída. Na equipa trabalharam ainda vários jovens arquitetos ou arquitetos estagiários, como Frederico Santana, Luiz Fernandes Pinto e Eduardo Medeiros. 
A última versão é constituída por um grande corpo (de quartos) paralelepípedos, assente em pilotis na zona sul e assente sobre o corpo das salas e salões, na zona norte. Os pilotis, no entanto, não vão diretamente ao solo pois “assentam” formalmente num podium ao nível da Rua Rodrigo da Fonseca.

### Galeria de fotos

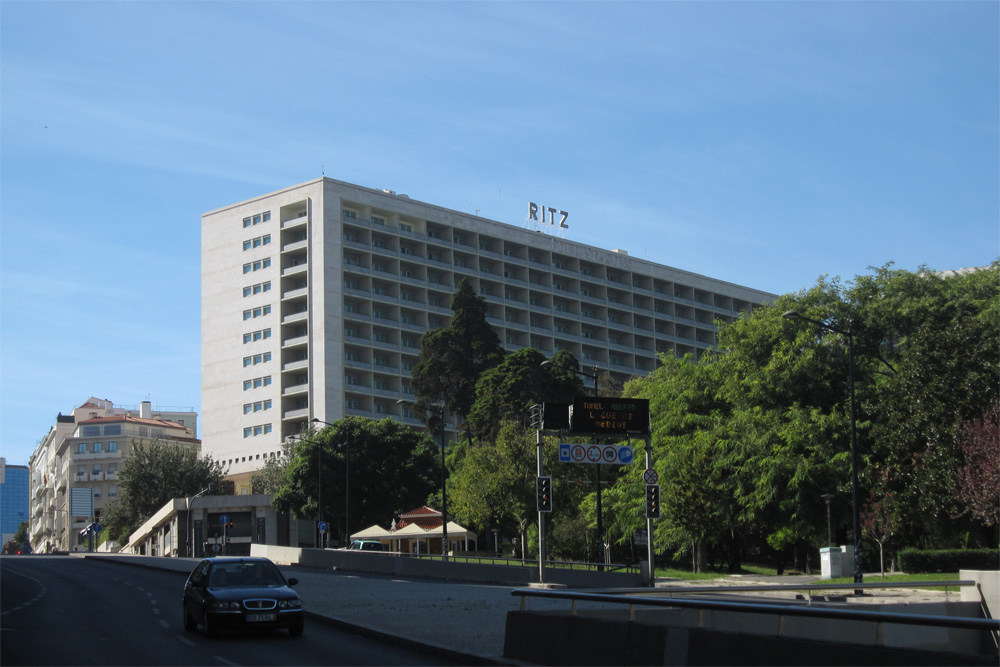
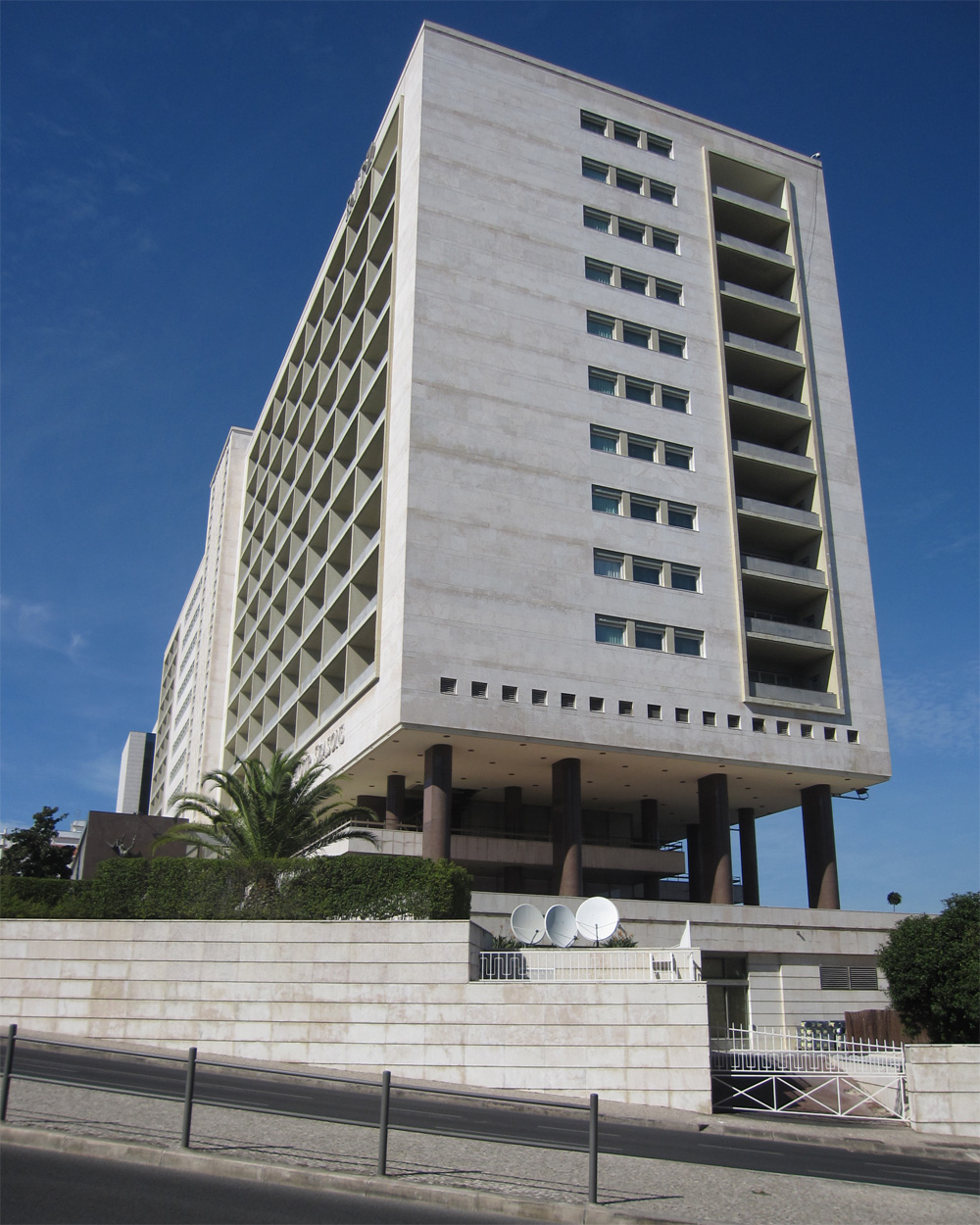
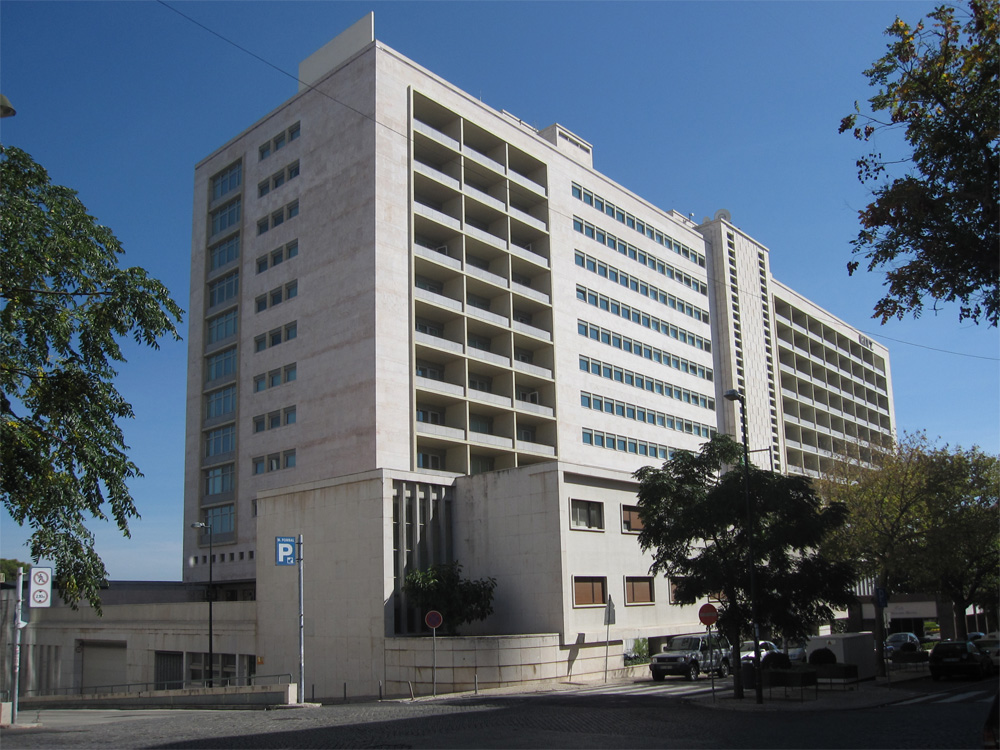
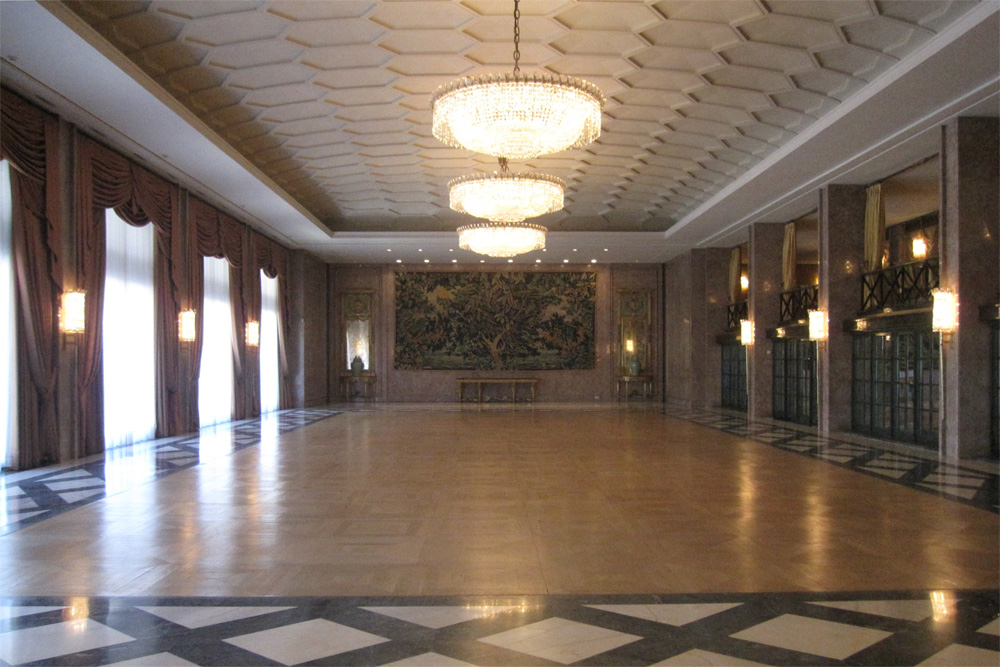
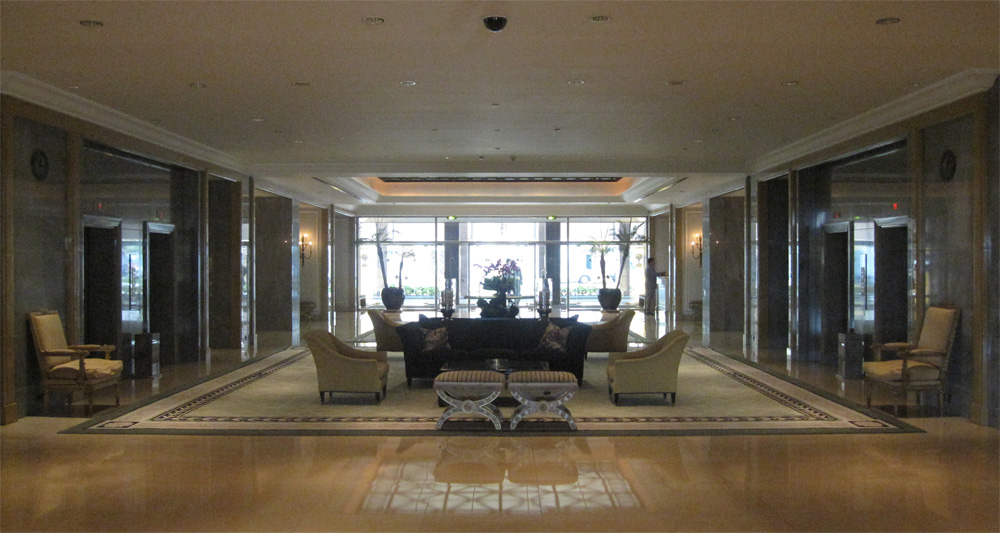
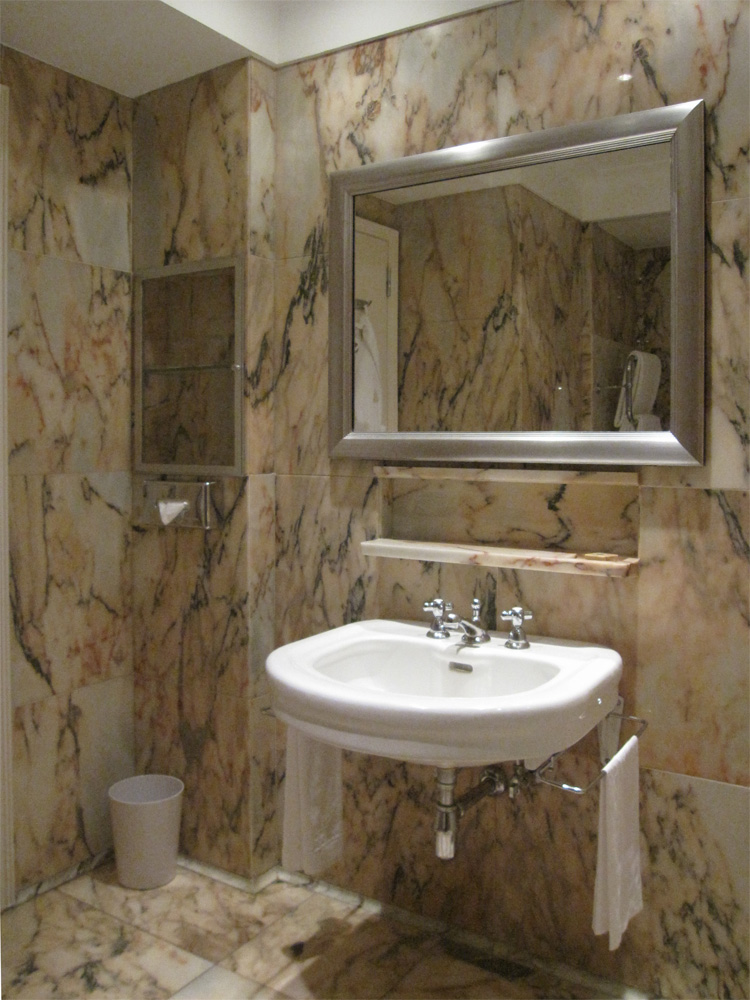